# Ophiotettix lorentzi
Ophiotettix lorentzi är en insektsart som beskrevs av Bolívar, C. 1929. Ophiotettix lorentzi ingår i släktet Ophiotettix och familjen torngräshoppor. Inga underarter finns listade i Catalogue of Life.